# Ворота Люхике-Ялг
Воро́та Лю́хике-Ялг (эст. Lühikese Jala värav) — часть крепостной стены Таллина. Памятник архитектуры. Ранее также носили название Шведские ворота (эст. Rootsi värav).
Расположены на Вышгороде, в юго-западной части городской крепостной стены, и ведут от Тоомпеа к улице Люхике-Ялг. Над воротами возвышается надвратная башня Люхике-Ялг (ул. Люхике-Ялг, 9), рядом с нею расположена башня Талли. Улица-лестница Люхике-Ялг протяжённостью 177 метров соединяет Вышгород и Нижний город. Слева от ворот находится один из входов в Сад датского короля.

## История
Строительство дошедших до нашего времени древних стен и башен Старого Таллина началось в XIII столетии, и предназначались они для обороны Вышгорода от многочисленных захватчиков.
Улица Люхике-Ялг вероятно была построена в 1230-х годах, когда в районе церкви Нигулисте возникло поселение немецких купцов, которым было необходимо по своим делам подниматься из Нижнего города на Вышгород. Ворота Люхике-Ялг с надвратной башней Люхике-Ялг были построены в верхней точке улицы в 1454—1456 годах.
С историей башни связана фамилия Финк (Fink): имеется папка с документами, согласно которым надвратная башня Люхике-Ялг принадлежала семье Финк.

## Надвратная башня
Надвратная башня Люхике-Ялг имеет в основном плане ромбовидную форму, четыре этажа и крепкую деревянную дверь, укреплённую круглыми металлическими накладками. Во время реконструкции XV века в надвратной башне Люхике-Ялг были сделаны амбразуры, смотрящие в сторону Тоомпеа, из-за чего в народе она также получила название Башня недоверия (эст. Usaldamatuse torn). Башня и ворота в ней долгое время были разделительной точкой между пригородом Таллина и Тоомпеа. Ворота закрывались на ночь.
Башня была повреждена во время Ливонской войны, из-за чего был снесён её четвёртый этаж. В XVII веке башни Пикк-Ялг и Люхике-Ялг использовались как тюрьма, в XVIII веке первые два этажа башни Люхике-Ялг были переоборудованы под жилые помещения.
Башня прошла реставрацию в 1985—1988 годах: был восстановлен её средневековый облик, надстроен четвертый этаж и высокая каменная крыша. Осмотреть надвратную башню можно, посетив башню Кик-ин-де-Кёк, которая входит в музейный комплекс длиной более 500 метров и куда также входят ещё три средневековые башни крепостной стены Таллина: Девичья башня, башня Талли и надвратная башня Люхике-Ялг. Этот музей является частью Таллинского городского музея.
В башне Люхике-Ялг c 1988 года располагается ансамбль старинной музыки «Hortus Musicus».

### Чёрный монах

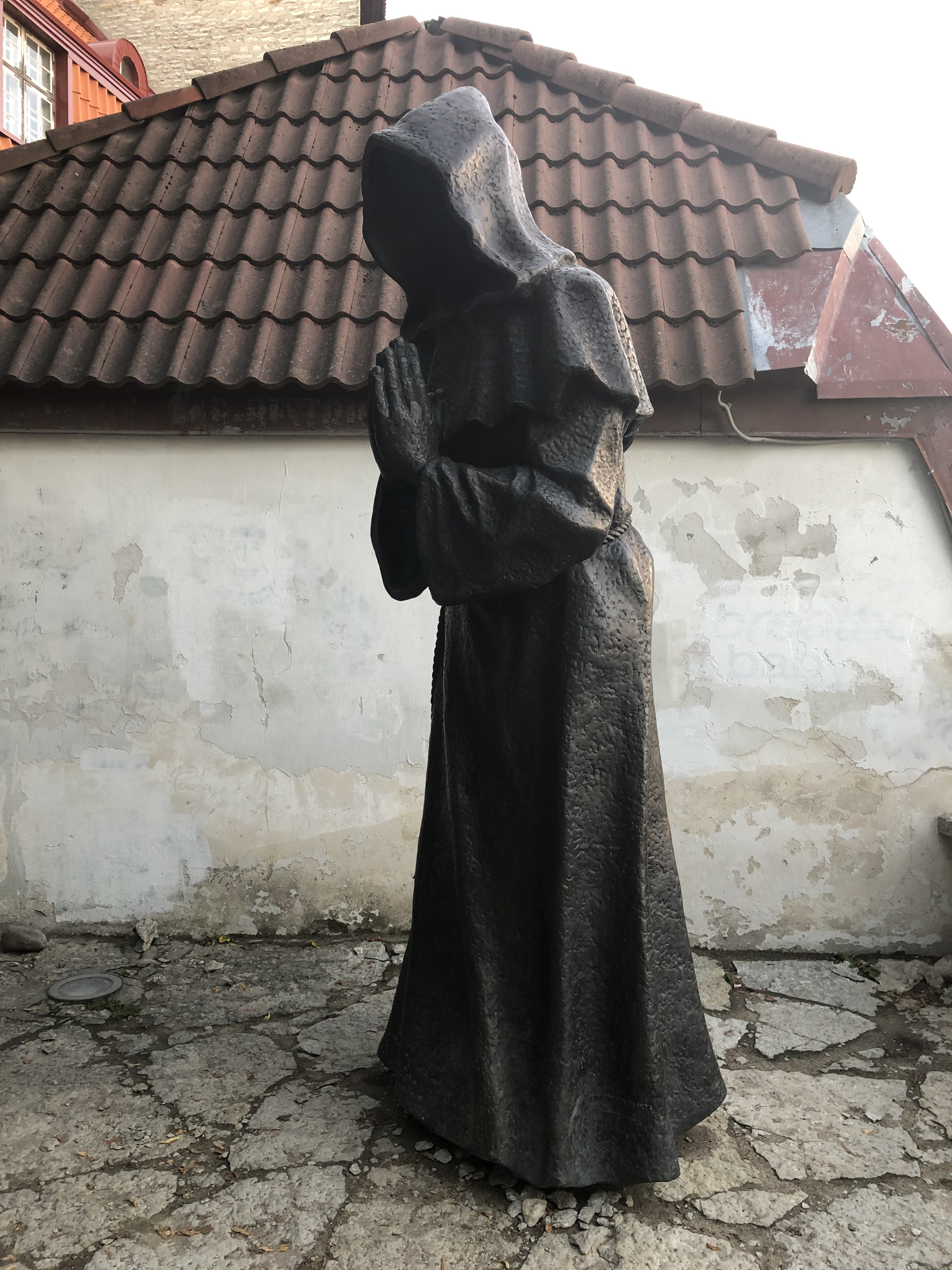
Скульптура монаха в Саду датского короля рядом с воротами Люхике-ялг

«Чёрный монах» или монах Юстин (Justinus) — призрак надвратной башни Люхике-Ялг, впервые упоминаемый в письменных источниках 1627 года. Является самым знаменитым призраком Старого Таллина. Особенно яркие рассказы об этом призраке связаны с квартирой номер 3. Осенью 1935 года туда переехала русская дама. Она слышала от соседей, что в её квартире видели женщину и мужчину в монашеском одеянии, но не придала этим слухам большого значения. «Однажды я сидела в своей комнате», — рассказала она. «Было около двух часов дня, ярко светило солнце. Внезапно я заметила яркий свет через стеклянную дверь, соединяющую мою комнату с маленькой темной комнатой. Я увидела фигуру мужчины в серой рясе, выделявшуюся на ярком свете. Монах стоял с раскинутыми руками, как на распятии. Его голова была глубоко погружена в грудь, поэтому я не могла видеть его черт. Фигура монаха была крупной, явно выше естественного размера. Я подошла к стеклянной двери и открыла ее. Призрак оставался неподвижным в том же положении. Так прошло почти полчаса, после чего вся картина исчезла. Примерно через две недели однажды ночью я снова увидела монаха. Он преклонил колени на полу, сложив руки вместе в молитве. Позади него вырисовывалась огромная башня, вершина которой напоминала церковь. Впервые я теперь увидела его лицо: оно было бледным и осунувшимся. Глаза выражали глубокую печаль».
Эстонское Общество психических исследований, созданное для изучения паранормальных явлений, провело несколько заседаний по «вопросу» квартиры номер 3 и составило не менее 16 протоколов. В 1935 году общество также опубликовало книгу на немецком языке «Дом в Люхике-Ялг». На одном из спиритических сеансов явившийся собравшимся монах «сообщил», что до того, как стать монахом, он был таллинским палачом.
Считается, что эстонский музыкант и деятель культуры Андрес Мустонен несёт ответственность за исчезновение духа монаха Юстина, так как он «очистил» помещения ансамбля «Hortus Musicus» в башне Люхике-Ялг «святой водой».

### Выставки и лекции
В ноябре 2019 года в надвратной башне Люхике-Ялг была открыта выставка «Метапсихический Таллин». Выставка основана на материалах архива Эстонского метапсихического общества и Общества психических исследований, действовавших в 1930-е годы и проводивших парапсихологические исследования и спиритические сеансы.
В ноябре 2021 года в башне была проведена лекция «Спиритизм и его любители в Эстонии в 1918—1940 годах». В числе эстонских спиритов рассказ также шёл об известном русском медиуме и спиритуалистической писательнице Вере Крыжановской-Рочестер, которая провела последние годы своей жизни в Эстонии.
В июне 2023 года в башне открылась выставка «Бесконечное питьё кофе», представляющая из себя ностальгическое путешествие по историческим кафе, работавшим в Старом городе Таллина. На выставке представлена изготовленная на заказ для городских кафе мебель и местная кофейная культура.

## Церемония открытия ворот в День города
Таллинская городская управа с 2002 года ввела традицию, согласно которой на открытии «Дней Таллина» 14-15 мая премьер-министр и мэр встречаются у ворот Люхике-Ялг после церемонии «стучания». Премьер-министр в роли «комтура Тоомпеа», резиденция которого располагается в верхней части города, стучится в закрытые ворота башни и просит впустить его в Нижний город. После чего мэр стуком отвечает с другой стороны ворот, отпирает их и вместе с премьером спускается в Нижний город приветствовать народ. В 2009 году это мероприятие организовать не удалось, так как тогдашний премьер-министр Эстонии Андрус Ансип отказался принимать в нём участие. В мае 2021, 2022 и 2023 года мэр Таллина Михаил Кылварт приветствовал у ворот Люхике-Ялг премьер-министра Каю Каллас, в мае 2024 года её приветствовал новоизбранный мэр Таллина Евгений Осиновский.